# Ophichthus madagascariensis
Ophichthus madagascariensis är en fiskart som beskrevs av Fourmanoir, 1961. Ophichthus madagascariensis ingår i släktet Ophichthus och familjen Ophichthidae. Inga underarter finns listade i Catalogue of Life.